# Opór (rzeka)
Opór (ukr. Опiр Opir) – rzeka na Ukrainie, prawy dopływ Stryja. Źródło, cały bieg rzeki i ujście do Stryja na terenie rejonu skolskiego obwodu lwowskiego.
Rzeka ma swoje źródło w Bieszczadach Wschodnich (na płn. stokach wododziału karpackiego) na wsch. zboczu Jawornika Wielkiego (48°46'N i 23°17'E, 1122 m n.p.m.) niedaleko od wsi Oporzec. Rzeka płynie wąskimi dolinami, wykonując mnóstwo krętych meandrów. Wpada do Stryja między Synowódzkiem Wyżniem (to ostatnia stacja kolejowa na trasie Stryj–Skole, ok. 10 km przed Skolem) a Synowódzkiem Niżniem.
Długość rzeki 58 km, powierzchnia zlewni 843 km². Zasilanie rzeki mieszane. Brzegi gęsto porośnięte świerkami i mieszanymi lasami. Ma wiele małych dopływów – głównie są to drobne strumyki górskie (np. w Hrebenowie wpadają do Oporu 3 dopływy prawobrzeżne: Hrebenowiec, Dereszyn i Zełemianka). Największe dopływy: prawobrzeżna Różanka wpada do Oporu w okolicy wsi Rożanka Niżna (między Tuchlą a Sławskiem), natomiast lewobrzeżna Orawa wpada doń w kolonii Świętosław (miejsce zamordowania ks. Świętosława – stary kamień w tym miejscu), między Skolem a Hrebenowem. 
Najważniejsze miasta nad Oporem – Skole.